# Chick Corea
Armando Anthony "Chick" Corea (født 12. juni 1941, død 9. februar 2021) var en amerikansk pianist, komponist og orkesterleder.
Han regnes blandt de førende klaviaturspillere i sin generation. Hans stil var Perkusiv og energisk med et meget bestemt, rytmisk præget anslag på klaveret.
Som komponist spændte han over et bredt register, fra jazzprægede sange til mere gennemkomponerede værker for forskellige besætninger. Hans interesse for latinamerikansk musik var tydelig i hans kompositioner. Han spillede også trommesæt , percussion, vibrafon og trompet. 

## Privatliv
Han var fra 1972-2021 gift med sangeren, pianisten og sangskriveren Gayle Moran og var medlem af den religiøse sekt Scientology fra 1971 til sin død.

## Diskografi
| Album                                                                                    | År        | Noter                                       |
| ---------------------------------------------------------------------------------------- | --------- | ------------------------------------------- |
| Tones for Joans Bones                                                                    | 1966      |                                             |
| Now He Sings Now He Sobs                                                                 | 1968      |                                             |
| IS                                                                                       | 1969      |                                             |
| Circling In                                                                              | 1968/1970 | Med Circle (Dave Holland og Barry Altschul) |
| The Song Of Singing                                                                      | 1970      |                                             |
| Cirkles in Paris                                                                         | 1970      |                                             |
| A.R.C.                                                                                   | 1971      |                                             |
| Piano Improvistaions vol. 1 & 2 - Solo Piano                                             | 1971      |                                             |
| Return to Forever                                                                        | 1971      | Med bl.a. Bill Connors                      |
| Return To Forever - light as a feather                                                   | 1972      | Med bl.a. Bill Connors                      |
| Crystal Silence                                                                          | 1973      | Duo med Gary Burton                         |
| Return To Forever - Where have I Known You Before                                        | 1974      | Med bl.a. Bill Connors                      |
| The Leprechaun                                                                           | 1975      |                                             |
| My Spanish Heart                                                                         | 1976      |                                             |
| The Mad Hatter                                                                           | 1978      |                                             |
| Friends                                                                                  | 1978      |                                             |
| Duet - With Gary Burton                                                                  | 1978      |                                             |
| In Concert , Zürich - Duo with Gary Burton                                               | 1978      |                                             |
| Return to Forever - Live                                                                 | 1978      |                                             |
| Secret Agent                                                                             | 1979      |                                             |
| Romantic Warrior                                                                         | 1979      |                                             |
| An Evening with Chick Corea & Herbie Hancock                                             | 1979      |                                             |
| Delphi 1 , 2 & 3 - Solo Piano                                                            | 1979/1980 |                                             |
| Homecoming - Duo With Herbie Hancock                                                     | 1980      |                                             |
| Tap Step                                                                                 | 1980      |                                             |
| Three Quartets                                                                           | 1981      |                                             |
| Trio Music                                                                               | 1981      |                                             |
| Touchstone                                                                               | 1982      |                                             |
| On Two Pianos - Duo with Nicolas Economo                                                 | 1983      |                                             |
| The Meeting - Duo With Frederich Gulda                                                   | 1983      |                                             |
| Again and Again                                                                          | 1983      |                                             |
| Children´s Songs - Solo Piano                                                            | 1983      |                                             |
| Lyric Suite for sextet - with Gary burton & String Quartet                               | 1983      |                                             |
| Trio Music - Live in Europe                                                              | 1984      |                                             |
| Septet                                                                                   | 1985      |                                             |
| Voyage - Duo With Steve Kujala                                                           | 1985      |                                             |
| The Chick Corea Electric Band - Live at Elarios                                          | 1985      |                                             |
| The Chick Corea Electric Band                                                            | 1986      |                                             |
| The Chick Corea Electric Band - Light Years                                              | 1987      |                                             |
| The Chick Corea Electric Band - Eye Of The Beholder                                      | 1988      |                                             |
| The Akoustic Band - Summernight Live                                                     | 1987      |                                             |
| The Chick Corea Akoustic band                                                            | 1989      |                                             |
| The Chick Corea Electric Band - Inside out                                               | 1990      |                                             |
| The Chick Corea Electric Band - Beneath The Mask                                         | 1991      |                                             |
| Akoustic Band - Alive                                                                    | 1991      |                                             |
| Akoustic Band - Live at the Blue Note In Tokyo                                           | 1992      |                                             |
| Paint The World                                                                          | 1993      |                                             |
| Expressions - solo Piano                                                                 | 1994      |                                             |
| The Chick Corea Quartet - Time warp                                                      | 1995      |                                             |
| Chick Corea The Trio - Live from the Country Club                                        | 1996      |                                             |
| Remembering Bud Powell                                                                   | 1997      |                                             |
| Origin - Live at the Blue Note                                                           | 1998      |                                             |
| Change                                                                                   | 1999      |                                             |
| Concerto nr. 1 for Piano and Orchestra                                                   | 1999      | Med London Symphony Orchestra               |
| Origin - Originations                                                                    | 2000      |                                             |
| Solo Piano Standards                                                                     | 2000      |                                             |
| Solo Piano Originals                                                                     | 2000      |                                             |
| The New Trio - Past Present and Futures                                                  | 2001      |                                             |
| Rendevouz In New York                                                                    | 2003      |                                             |
| The Chick Corea Electric Band - To The Stars                                             | 2004      |                                             |
| Super Trio                                                                               | 2005      |                                             |
| Touchstone - live                                                                        | 2005      |                                             |
| The Ultimate Adventure                                                                   | 2006      |                                             |
| Five Peace Band                                                                          | 2009      |                                             |
| The Continents                                                                           | 2012      |                                             |
| The Vigil                                                                                | 2013      |                                             |
| The Chick Corea trio - Trilogy                                                           | 2014      |                                             |
| The Musician                                                                             | 2017      |                                             |
| Trilogy 2                                                                                | 2018      |                                             |
| The Chick Corea + Steve Gadd Band - Chinese Butterfly                                    | 2018      |                                             |
| The Chick Corea Accustic Band - live 2019                                                | 2019      |                                             |
| The Spanish Heart Band                                                                   | 2019      |                                             |
| Plays - Solo Piano                                                                       | 2020      | Sidste indspilning                          |
| The Chick Corea Electric band - The Future is Now                                        | 2023      | (Live indspilninger fra 2016-2018)          |
| Chick Corea, Orchestra Da Camera Della Sardegna – Sardinia: A Night Of Mozart & Gershwin | 2023      |                                             |